# Edvaldo Pereira Paiva
Edvaldo Ruy Pereira Paiva (Porto Alegre, 26 de agosto de 1911 — Montevidéu, 20 de abril de 1981) foi um urbanista, professor universitário e escritor brasileiro que chefiou e ajudou a elaborar planos diretores e estudos para diversas cidades do país.

## Biografia
Edvaldo Pereira Paiva graduou-se em Engenharia Civil pela Escola de Engenharia da UFRGS em 1935. Passou então a atuar na Prefeitura Municipal de Porto Alegre, realizando o Plano de Avenidas no ano seguinte. Em 1940, ele se especializou em Urbanismo pela Universidade de Montevidéu, no Uruguai. Em 1942, deu início à elaboração do "Expediente Urbano de Porto Alegre", que resultou numa espécie de radiografia da cidade.
De 1946 a 1951, Paiva foi professor da disciplina de "Urbanismo e Arquitetura Paisagista" no Curso de Arquitetura do então Instituto de Belas Artes, onde ajudou a fundar também o Curso de Urbanismo. Mais tarde, em 1952, esses cursos originaram a Faculdade de Arquitetura de Porto Alegre, onde Paiva ministrou "Planejamento Urbano" de 1956 a 1964.
Em 1959, Edvaldo apresentou junto com Demétrio Ribeiro, um anteprojeto inovador que veio a dar origem a um novo Plano Diretor para Porto Alegre, que fixou normas relativas à habitação, a trabalho, a lazer e à circulação. Antes desse plano, não havia um esquema de zoneamento onde as áreas residenciais eram divididas em unidades de habitação e onde constavam as áreas industriais e comerciais.
O urbanista foi também, brevemente, professor na Universidade de Brasília no ano de 1963, quando atuou como presidente da Comissão de Reforma Agrária do Palácio do Planalto.